# رودني فرانكلين
رودني فرانكلين (بالإنجليزية: Rodney Franklin)‏ هو ملحن وعازف بيانو أمريكي، ولد في 16 سبتمبر 1958.

## وصلات خارجية
- رودني فرانكلين على موقع ميوزك برينز (الإنجليزية)
- رودني فرانكلين على موقع أول ميوزيك (الإنجليزية)
- رودني فرانكلين على موقع ديسكوغز (الإنجليزية)